# 1997 год в науке
В 1997 году были различные научные и технологические события, некоторые из которых представлены ниже.

## События
- 7 мая — компания «Intel» официально представила микропроцессор Pentium II.
- 27 июня — американская АМС NEAR Shoemaker сблизилась с астероидом (253) Матильда, передав на Землю более 500 фотоснимков.
- 7 сентября — первый испытательный полёт F-22 Raptor, многоцелевого истребителя пятого поколения.
- 23 сентября — была анонсирована поисковая машина Yandex.Ru, производящая поиск на основе морфологического анализа.
- 15 октября — стартовал проект исследования Сатурна и Титана — Кассини-Гюйгенс.

## Достижения человечества

### Изобретения
- В Массачусетском технологическом институте под руководством В. Кеттерле создан первый атомный лазер[1].
- Плазменный телевизор: корпорация Pioneer.

### Новые виды животных
- Животные, описанные в 1997 году

## Награды
- Нобелевская премия
  - Физика — Стивен Чу, Клод Коэн-Таннуджи и Уильям Филипс — «За создание методов охлаждения и улавливания атомов лазерным лучом».
  - Химия — Пол Бойер и Джон Уокер — «За выяснение энзимного механизма, лежащего в основе синтеза аденозин-фосфата», Йенс Скоу — «За открытие ион-передающего энзима».
  - Физиология и медицина — Стенли Прузинер — «За открытие прионов, нового биологического принципа инфекции».
  - Экономика — Роберт Кархарт Мертон, Майрон Скоулз — «За их метод оценки производных финансовых инструментов».

- Информатика
  - Премия Тьюринга
    - Дуглас Энгельбарт — «За вдохновляющее предвидение будущего развития интерактивных вычислений и изобретение ключевых технологий помогающих это предвидение реализовать».

  - Премия Кнута
    - Лесли Вэлиант.

- Премия Бальцана
  - История и философия науки: Чарльз Гиллиспи (США).
  - Социальная антропология: Стенли Джеяраджа Тамбиа (Шри Ланка — США).
  - Эпидемиология: Томас Уилсон Мид (Великобритания).

- Большая золотая медаль имени М. В. Ломоносова
  - Франк Пресс (профессор, США) — за выдающиеся достижения в области физики твёрдой Земли.
  - Борис Сергеевич Соколов — за выдающиеся достижения в изучении ранней биосферы Земли, открытие древнейшей вендской геологической системы и классические труды по ископаемым кораллам.

- Другие награды РАН
  - Премия имени Г. В. Плеханова — Пиама Павловна Гайденко — член-корреспондент РАН — за серию работ по исследованию немецкой классической и современной философии[2].

- Международная премия по биологии
  - Эллиот Мартин Мейровиц — ботаника.

## Скончались
- 7 апреля — Шонин, Георгий Степанович, советский космонавт.
- 25 июня — Кусто, Жак-Ив, французский исследователь, изобретатель акваланга.
- 15 июля — Эрнест Амано Боатенг, ганский учёный, географ, почётный профессор Университета Ганы, президент Ганской академии искусств и наук.
- 24 августа — Льюис Эссен, английский физик, создатель кварцевых и атомных часов.
- 15 ноября— Николай Дмитриевич Андреев, российский лингвист, профессор, доктор наук.